# Cyrtarachne promilai
Cyrtarachne promilai là một loài nhện trong họ Araneidae.
Loài này thuộc chi Cyrtarachne. Cyrtarachne promilai được Benoy Krishna Tikader miêu tả năm 1963.